# Sound of...
Sound of... é uma sondagem anual feita por críticos e membros da indústria musical, no sentido de encontrar os novos talentos musicais mais promissores, tendo sido apresentada pela primeira vez pela BBC em 2003. A lista de vencedores, habitualmente com dez nomes, é publicada em cada Janeiro no site da estação.

## Vencedores e indicados

### 2003-09
| Ano  | Vencedor           | Segundo                  | Terceiro                 | Quarto            | Quinto        | Sexto           | Sétimo                          | Oitavo            | Nono        | Décimo            |
| ---- | ------------------ | ------------------------ | ------------------------ | ----------------- | ------------- | --------------- | ------------------------------- | ----------------- | ----------- | ----------------- |
| 2003 | 50 Cent            | Electric Six             | Yeah Yeah Yeahs          | The Thrills       | Dizzee Rascal | Interpol        | Audio Bullys                    | Mario             | The Datsuns | Sean Paul         |
| 2004 | Keane              | Franz Ferdinand          | Wiley                    | Razorlight        | Joss Stone    | McFly           | Scissor Sisters                 | The Ordinary Boys | Tali        | Gemma Fox         |
| 2005 | The Bravery        | Bloc Party               | Kano                     | The Game          | Kaiser Chiefs | KT Tunstall     | The Dead 60s                    | The Dears         | Tom Vek     | The Magic Numbers |
| 2006 | Corinne Bailey Rae | Clap Your Hands Say Yeah | The Feeling              | Plan B            | Guillemots    | Sway            | Chris Brown                     | Marcos Hernandez  | Kubb        | The Automatic     |
| 2007 | Mika               | The Twang                | Klaxons                  | Sadie Ama         | Enter Shikari | Air Traffic     | Cold War Kids                   | Just Jack         | Ghosts      | The Rumble Strips |
| 2008 | Adele              | Duffy                    | The Ting Tings           | Glasvegas         | Foals         | Vampire Weekend | Joe Lean and the Jing Jang Jong | Black Kids        | MGMT        | Santigold         |
| 2009 | Little Boots       | White Lies               | Florence and the Machine | Empire of the Sun | La Roux       | Lady Gaga       | VV Brown                        | Kid Cudi          | Passion Pit | Dan Black         |

### 2010-19
| Ano  | Vencedor         | Segundo                 | Terceiro      | Quarto      | Quinto           | Outros indicados |
| ---- | ---------------- | ----------------------- | ------------- | ----------- | ---------------- | --- |
| 2010 | Ellie Goulding   | Marina and the Diamonds | Delphic       | Hurts       | The Drums        | Daisy Dares You, Devlin, Everything Everything, Giggs, Gold Panda, Joy Orbison, Owl City, Rox, Stornoway, Two Door Cinema Club     |
| 2011 | Jessie J         | James Blake             | The Vaccines  | Jamie Woon  | Clare Maguire    | Anna Calvi, Daley, Esben and the Witch, Jai Paul, Mona, Nero, The Naked and Famous, Warpaint, Wretch 32, Yuck                      |
| 2012 | Michael Kiwanuka | Frank Ocean             | Azealia Banks | Skrillex    | Niki & The Dove  | ASAP Rocky, Dot Rotten, Dry the River, Flux Pavilion, Friends, Jamie N Commons, Lianne La Havas, Ren Harvieu, Spector, Stooshe     |
| 2013 | Haim             | AlunaGeorge             | Angel Haze    | Laura Mvula | Chvrches         | A*M*E, Arlissa, King Krule, Kodaline, Little Green Cars, Palma Violets, Peace, Savages, The Weeknd, Tom Odell                      |
| 2014 | Sam Smith        | Ella Eyre               | Banks         | Sampha      | George Ezra      | Chance The Rapper, Chlöe Howl, FKA twigs, Jungle, Kelela, Luke Sital-Singh, MNEK, Nick Mulvey, Royal Blood, Say Lou Lou            |
| 2015 | Years & Years    | James Bay               | Stormzy       | Raury       | George the Poet  | Kwabs, Låpsley, Novelist, Rae Morris, hamir, Shura, Slaves, SOAK, Sunset Sons, Wolf Alice                                          |
| 2016 | Jack Garratt     | Alessia Cara            | NAO           | Blossoms    | Mura Masa, WSTRN | Billie Marten, Dua Lipa, Frances, Izzy Bizu, J Hus, Loyle Carner, Mabel, Rat Boy, Section Boyz                                     |
| 2017 | Ray BLK          | Rag'n'Bone Man          | RAYE          | Jorja Smith | Nadia Rose       | AJ Tracey, Anderson.Paak, Cabbage, Dave, Declan McKenna, Maggie Rogers, Stefflon Don, The Amazons, The Japanese House, Tom Grennan |
| 2018 | Sigrid           | Rex Orange Country      | IAMDDB        | Khalid      | Pale Waves       | ALMA, Billie Eilish, Jade Bird, Lewis Capaldi, Nilüfer Yanya, Not3s, Sam Fender, Superorganism, Tom Walker, Yaeji, Yxng Bane       |
| 2019 |                  |                         |               |             |                  | |

## Sound of 2011
A lista dos nomeados ao Sound of 2011 foi revelada no dia 6 de Dezembro de 2010,  com os nomes: Anna Calvi, Clare Maguire, Daley, Esben and the Witch, Jai Paul, James Blake, Jamie Woon, Jessie J, Mona, Nero, The Naked and Famous, The Vaccines, Warpaint, Wretch 32 e Yuck. No dia 7 de Janeiro de 2011, foi anunciada como vencedora Jessie J.